# Унгурень (комуна, Бакеу)
Унгуре́нь, Унгурені (рум. Ungureni) — комуна у повіті Бакеу в Румунії. До складу комуни входять такі села (дані про населення за 2002 рік):
- Бертешешть (377 осіб)
- Бота
- Ботешть (639 осіб)
- Бібірешть (922 особи)
- Віфорень (531 особа)
- Гирла-Аней (221 особа)
- Злетарі (205 осіб)
- Унгурень (850 осіб)

Комуна розташована на відстані 245 км на північ від Бухареста, 15 км на схід від Бакеу, 79 км на південний захід від Ясс, 141 км на північний захід від Галаца.

## Населення
За даними перепису населення 2002 року у комуні проживали 3745 осіб.
Національний склад населення комуни:
| Національність | Кількість осіб | Відсоток |
| -------------- | -------------- | -------- |
| румуни         | 3714           | 99,2%    |
| цигани         | 29             | 0,8%     |
| угорці         | 2              | 0,1%     |

Рідною мовою назвали:
| Мова      | Кількість осіб | Відсоток |
| --------- | -------------- | -------- |
| румунську | 3742           | 99,9%    |
| угорську  | 2              | 0,1%     |
| німецьку  | 1              | < 0,1%   |

Склад населення комуни за віросповіданням:
| Релігія       | Кількість осіб | Відсоток |
| ------------- | -------------- | -------- |
| православні   | 3720           | 99,3%    |
| п'ятдесятники | 14             | 0,4%     |
| римо-католики | 6              | 0,2%     |
| реформати     | 5              | 0,1%     |